# L'osteria della posta
L'osteria della posta è un'opera teatrale in un atto di Carlo Goldoni, scritta in pochi giorni a Vercelli nel marzo del 1762, alla vigilia della sua partenza per la Francia, per l'amico e protettore Marchese Albergati, che era solito recitare con una compagnia di comici dilettanti nella sua villa di Zola Predosa.  Per il teatro privato dell'Albergati, Goldoni aveva già ideato negli anni precedenti L'avaro, Il cavaliere di spirito, La donna bizzarra e L'apatista o sia L'indifferente, e in seguito scriverà La burla retrocessa nel contraccambio.

## Trama
Vercelli, una sala dell'osteria della posta, dove sostano dei viaggiatori per passare la notte. Il marchese Leonardo si mostra alla contessa Beatrice (che si sta recando a Milano per sposarsi con lui per un matrimonio combinato, senza averlo prima conosciuto) per un'altra persona, mettendosi in cattiva luce, per far sì che sia la protagonista femminile a decidere cosa fare: se tornare a Milano da sola e rifiutare il matrimonio o accettarlo e tornare a Milano per concludere il contratto matrimoniale.

## Poetica
Scrisse l'autore nei suoi Mémoires: L'argomento di questa commediola è storico, l'intreccio è comicissimo e lo scioglimento assai felice.
Vi sono in questo atto unico interessanti spunti di novità sia a livello di società, che di carattere dei personaggi, ed è notevole la differenza di comportamento tra il ceto nobiliare e quello popolare. Anche i personaggi minori risultano rivoluzionari: quando mai si è visto un servitore che dorme della grossa disattendendo ai voleri a comandi del padrone? E quando mai si è visto un cameriere rispondere a un nobile titolato in modo così secco, senza aggiungere almeno la frase solita del M'informerò?.

## Altri media
Una versione televisiva di L'osteria della posta, con Isa Barzizza e Leonardo Cortese, fu il primo sceneggiato trasmesso in serata dalla Rai, quando venne inaugurato il regolare servizio televisivo, nel 1954.